# ICC World Test Championship
L'ICC World Test Championship è un torneo di Test cricket gestito dall'International Cricket Council (ICC), inaugurato nel 2019. Il campionato prende il posto dell'ICC Champions Trophy, la cui ultima edizione si è tenuta nel 2017.

## Storia
La prima edizione del torneo era stata inizialmente prevista per il 2013 al posto dell'ICC Champions Trophy 2013, ma il torneo non ebbe luogo per mancanza di interesse degli sponsor; una nuova edizione fu prevista per il 2017, ma anch'essa non fu organizzata. Nello stesso anno, tuttavia, si raggiunse l'accordo per organizzare il campionato di durata biennale con nove squadre: la prima edizione è prevista per il biennio 2019-2021, con inizio al termine della Coppa del Mondo di cricket 2019, mentre la seconda è prevista per il biennio 2021-2023.

## Edizioni
| Edizione  | Sede della finale | Finale        | Finale                           | Finale    |
| --------- | ----------------- | ------------- | -------------------------------- | --------- |
| Edizione  | Sede della finale | Vincitore     | Risultato                        | Finalista |
| 2019-2021 | Southampton       | Nuova Zelanda | Nuova Zelanda vince di 8 wickets | India     |
| 2021-2023 | Londra            | Australia     | Australia vince di 209 runs      | India     |
| 2023-2025 | Londra            | Sudafrica     | Sud Africa vince di 5 wickets    | Australia |
| 2025-2027 | Londra            |               |                                  |           |

## Partecipazioni
| Squadra           | Edizione | Edizione | Edizione |
| Squadra           | 19-21    | 21-23    | 23-25    |
| ----------------- | -------- | -------- | -------- |
| Australia         | 3        | 1        | 2        |
| Bangladesh        | 9        | 9        | 7        |
| India             | 2        | 2        | 3        |
| Indie Occidentali | 8        | 8        | 8        |
| Inghilterra       | 4        | 4        | 5        |
| Nuova Zelanda     | 1        | 6        | 4        |
| Pakistan          | 6        | 7        | 9        |
| Sri Lanka         | 7        | 5        | 6        |
| Sudafrica         | 5        | 3        | 1        |

## Medagliere
| Posiz. | Nazione       | Oro | Argento | Bronzo | Totale |
| ------ | ------------- | --- | ------- | ------ | ------ |
| 1      | Australia     | 1   | 1       | 1      | 3      |
| 2      | Sudafrica     | 1   | 0       | 1      | 2      |
| 3      | Nuova Zelanda | 1   | 0       | 0      | 1      |
| 4      | India         | 0   | 2       | 1      | 3      |
| Totale | Totale        | 3   | 3       | 3      | 9      |